# Багатовимірна випадкова величина
В теорії імовірностей і статистиці, багатовимірна випадкова величина або випадковий вектор — список математичних змінних, для кожної з яких значення не відоме, або з причини того, що це значення іще не виникало, або знання про їх значення є не точним. Ці окремі випадкові величини згруповані у єдиний вектор, оскільки вони є частиною єдиної математичної системи — часто вони представляють різні властивості окремої статистичної одиниці. Наприклад, кожна людина має свій конкретний вік, зріст і вагу, представлення цих ознак для довільної невизначеної особи у вигляді групи буде випадковим вектором. Як правило, кожен елемент випадкового вектору є дійсне число. 
Випадкові вектори використовуються як базова реалізація для різного типу агрегованих випадкових величин, тобто випадкових матриць, випадкових дерев, випадкових послідовностей, стохастичних процесів, і т.д..
Формальною мовою, багатовимірна випадкова величина це вектор стовпець {\displaystyle \mathbf {X} =(X_{1},...,X_{n})^{T}} (або транспонований, вектор рядок, елементами якого є скалярні випадкові величини в одному ймовірнісному просторі, {\displaystyle (\Omega ,{\mathcal {F}},P)}, де {\displaystyle \Omega } є простором елементарних подій, {\displaystyle {\mathcal {F}}} це сигма-алгебра (набір усіх подій), і {\displaystyle P} це міра імовірності (функція, яка визначає імовірність для кожної події